# Sammanläggning
I aktiehandel används sammanläggning också synonymt med omvänd split.
Sammanläggning är när två eller flera administrativa enheter formellt avskaffas och slås ihop till en ny enhet. Begreppet användes till exempel när Boverket tillkom genom sammanläggning av tidigare Bostadsstyrelsen och Statens planverk och i samband med de för sina tider kontroversiella kommunreformerna 1952 och 1971. Det har också använts när landsting och kyrkliga samfälligheter slagits ihop.
I båda fallen kan det liksom i näringslivets motsvarigheter vara en fråga om juridik eller politik för att hantera legala hinder eller minska lokala motsättningar. I praktiken behåller ofta förvaltningar personal främst från en av de tidigare enheterna medan kommuner ofta behåller bland annat tidigare använda kommunkoder, kommunvapen och framförallt en av de tidigare centralorterna, vilket enligt stads- och kommunhistoriker gör att det ändå handlar om totala inkorporeringar.
De tjänstemän och politiker som utses vid en sammanläggning kallas sammanläggningsdelegerade.

## Läs mera
- ”Arkivsök "sammanläggningsdelegerade”. Riksarkivet. https://sok.riksarkivet.se/nad?Sokord=sammanl%C3%A4ggningsdelegerade&EndastDigitaliserat=false&BegransaPaTitelEllerNamn=false&Arkivinstitution=&Typ=&Huvudkategori=&lk=Ladda+kategorier&DatumFran=&DatumTill=&AvanceradSok=False&typAvLista=Standard. Läst 20 mars 2017.